# Flowood
Flowood – miasto w Stanach Zjednoczonych, w stanie Missisipi, w hrabstwie Rankin.